# Žabokreky
Žabokreky (in ungherese Zsámbokrét) è un comune della Slovacchia facente parte del distretto di Martin, nella regione di Žilina.